# Bizous
Bizous ist eine französische Gemeinde mit 128 Einwohnern (Stand 1. Januar 2022) im Département Hautes-Pyrénées in der Region Okzitanien (vor 2016: Midi-Pyrénées). Sie gehört zum Arrondissement Bagnères-de-Bigorre und zum Kanton La Vallée de la Barousse.
Die Einwohner werden Bizousiens und Bizousiennes genannt.

## Geographie
Die Gemeinde Bizous liegt neun Kilometer südöstlich von Lannemezan in der historischen Provinz Nébouzan.
Umgeben wird Bizous von den sechs Nachbargemeinden:
| Escala    | Tuzaguet                                    | Anères   |
| Montoussé | Kompassrose, die auf Nachbargemeinden zeigt | Hautaget |
|           | Montsérié                                   |          |

Bizous liegt im Einzugsgebiet des Flusses Garonne am linken Ufer der Neste, einem Nebenfluss der Garonne.

## Toponymie
Der okzitanische Name der Gemeinde heißt Bisós, der vielleicht seinen Ursprung im Namen eines antiken Landguts hat. Er stammt von einem Eigennamen Bicius mit einem unklaren Suffix.
Der Spitzname der Bewohner der Gemeinde lautet Eths gaudinèrs (deutsch die Breiesser). Der Brei, der hier gemeint ist, ist der gaudinas, einem Brei aus Maismehl, der mit Milch oder einfach mit Wasser gemischt wird und als Leibspeise der Bizousiens gilt.
Toponyme und Erwähnungen von Bizous waren:
- De Bidossio (1387, Kirchenregister des Comminges),
- Bizous (1750, 1793 und 1801, Karte von Cassini, Notice Communale bzw. Bulletin des lois).[3][4][5]

## Einwohnerentwicklung

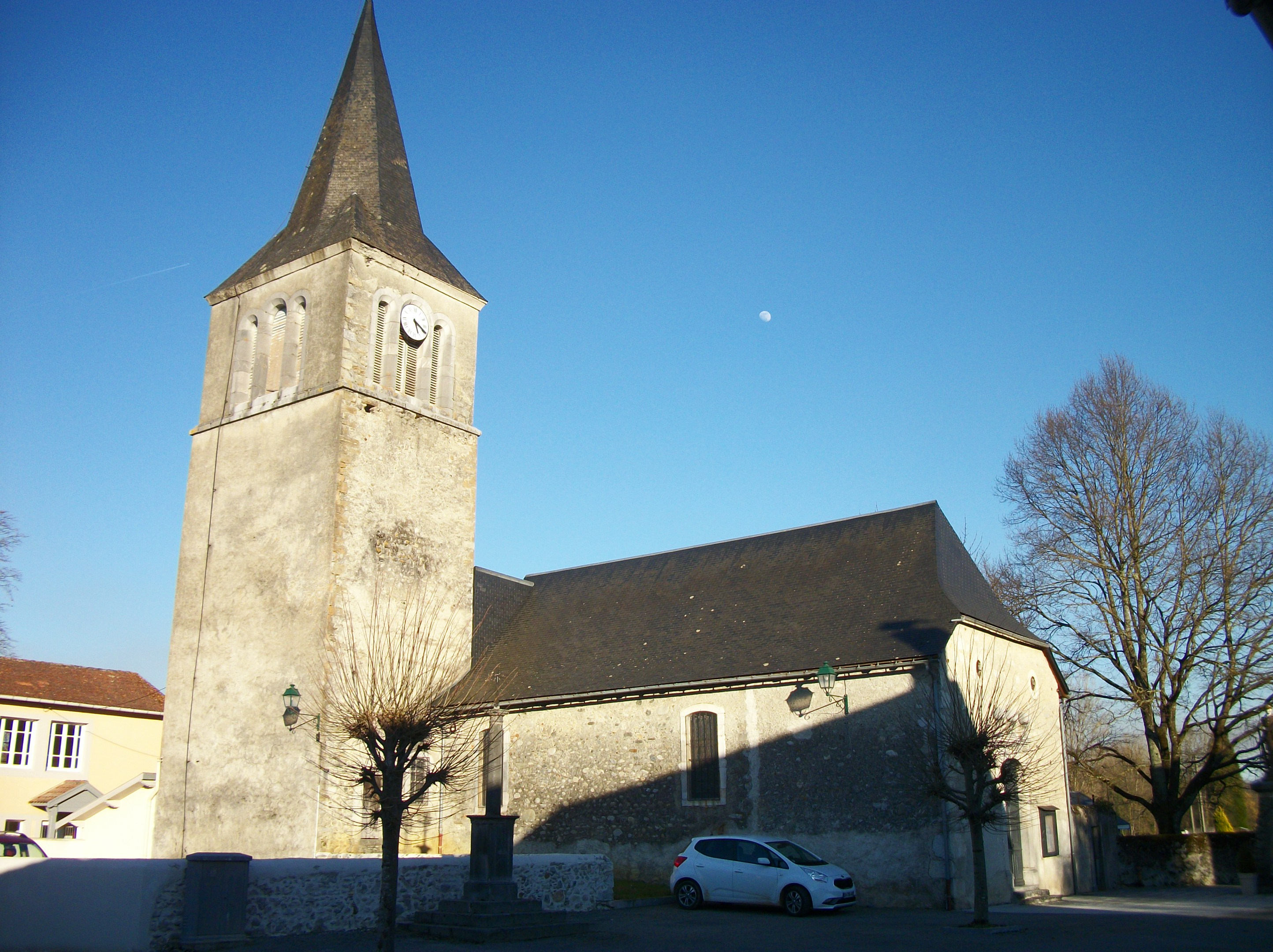
Pfarrkirche Invention-de-Saint-Étienne

Nach Beginn der Aufzeichnungen stieg die Einwohnerzahl bis zur zweiten Hälfte des 19. Jahrhunderts auf einen Höchststand von rund 370. In der Folgezeit sank die Größe der Gemeinde bei kurzen Erholungsphasen bis zur Jahrtausendwende auf rund 95 Einwohner, bevor sie sich seitdem auf einem Niveau von rund 105 Einwohnern stabilisiert.
| Jahr      | 1962 | 1968 | 1975 | 1982 | 1990 | 1999 | 2006 | 2011 | 2022 |
| --------- | ---- | ---- | ---- | ---- | ---- | ---- | ---- | ---- | ---- |
| Einwohner | 162  | 139  | 141  | 115  | 121  | 96   | 112  | 100  | 128  |

## Sehenswürdigkeiten
- Pfarrkirche Invention-de-Saint-Étienne (Erheben der Gebeine des heiligen Stephanus). Sie wurde im Jahre 1809 in einem barocken Dekor errichtet. Ihr Langhaus besteht aus einem Kirchenschiff mit zwei Seitenkapellen.[7]

## Wirtschaft und Infrastruktur
Bizous liegt in den Zonen AOC der Schweinerasse Porc noir de Bigorre und des Schinkens Jambon noir de Bigorre.

### Verkehr
Bizous ist über die Routes départementales 24 und 26 erreichbar.